# گرند بولوار (شیکاگو)
گرند بولوار (به انگلیسی: Grand Boulevard) یک منطقهٔ مسکونی در ایالات متحده آمریکا است که در شیکاگو واقع شده‌است. گرند بولوار ۴٫۴۸ کیلومتر مربع مساحت و ۲۲٬۳۷۳ نفر جمعیت دارد.